# Choristoneura africana
Choristoneura africana es una especie de polilla del género Choristoneura, tribu Archipini, subfamilia Tortricinae. Fue descrita científicamente por Razowski en 2002.

## Distribución
Se distribuye por África: Camerún.